# Polówka półkulista

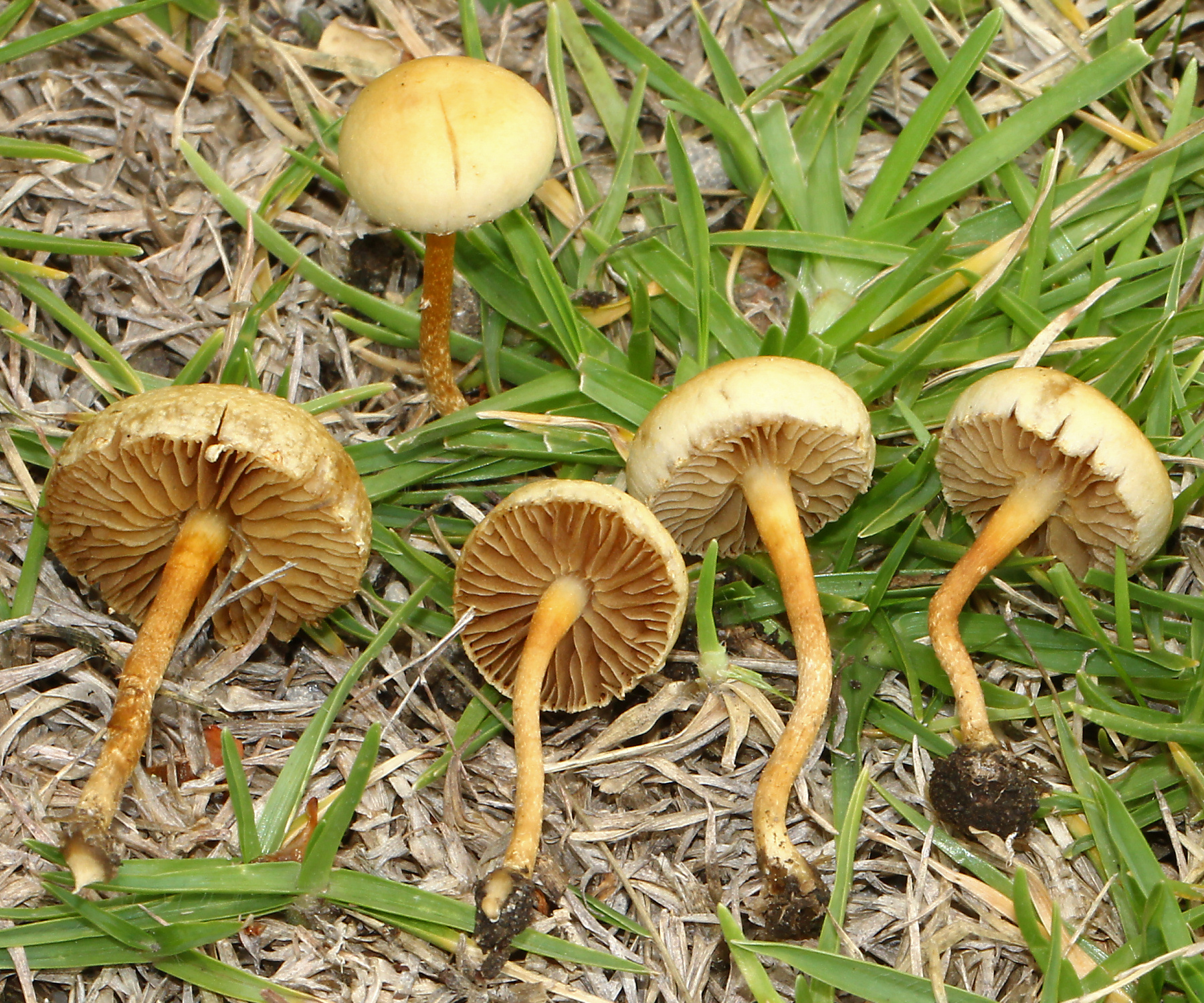

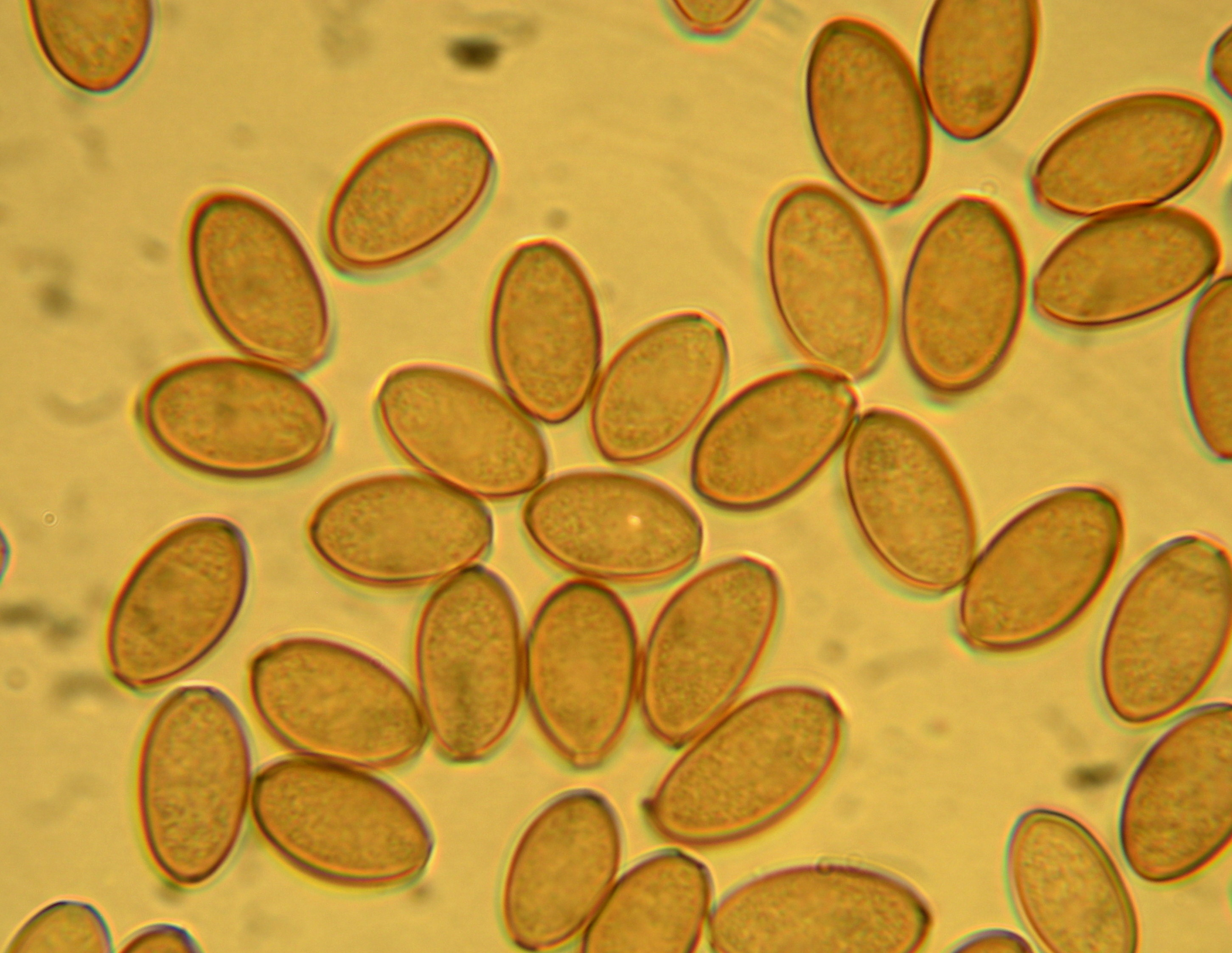
zarodniki

Polówka półkulista (Agrocybe pediades (Fr.) Fayod) – gatunek grzybów z rodziny pierścieniakowatych (Strophariaceae).

## Systematyka i nazewnictwo
Pozycja w klasyfikacji według Index Fungorum: Agrocybe, Strophariaceae, Agaricales, Agaricomycetidae, Agaricomycetes, Agaricomycotina, Basidiomycota, Fungi.
Po raz pierwszy gatunek ten opisał w 1821 r. Elias Fries pod nazwą Agaricus pediadus, do rodzaju Agrocybe (polówka) włączył go Victor Fayod w 1889 r.
Ma ponad 30 synonimów. Niektóre z nich:
- Agrocybe subpediades (Murrill) Watling 1977
- Agrocybe temulenta (Fr.) P.D. Orton 1960

W 1886 r. gatunek opisywany był przez F. Kwiecińskiego jako mięsicha przydrożna. Obecną nazwę polską podali Barbara Gumińska i Władysław Wojewoda w 1983 r.

## Morfologia
Kapelusz
Średnica 1–4 cm, kształt u młodych owocników półkulisty, później wypukły, u starszych owocników prawie płaski. Barwa żółtawej do żółto-brązowej, powierzchnia gładka, w stanie wilgotnym nieco lepka, czasami z białawymi resztkami osłony na brzegu.
Blaszki
Przyrośnięte lub nieco zbiegające, średnio szerokie, początkowo kremowe, potem brązowe, czasami rdzawo-brązowe. U młodych owocników często całkowicie zasłonięte osłoną.
Trzon
Wysokość 2–4 cm, grubość 1–2 mm, kształt walcowaty lub lekko zwężający się ku podstawie, prosty, czasami wygięty. Powierzchnia sucha, pod kapeluszem gładka, poza tym drobno włókienkowata., tej samej barwy co kapelusz.
Miąższ
Bez smaku lub o mącznym smaku, bez zapachu.
Cechy mikroskopowe
Zarodniki 9–13 × 6,5–8 µm, gładkie, eliptyczne, o lekko ściętych czubkach. Cystydy 30–70 × 8–15 µm, maczugowato wybrzuszone, ze spiczastymi lub lekko rozdętymi końcami.

## Występowanie i siedlisko
Na półkuli północnej jest szeroko rozprzestrzeniona. Na półkuli południowej podano jej występowanie w Australii, Nowej Zelandii i jednym miejscu w Chile. W Polsce jest pospolita.
Saprotrof. Rzadko tylko występuje w iglastych lasach, przeważnie rośnie na łąkach, pastwiskach, w parkach, ogrodach, polach uprawnych, na przydrożach, wśród mchów i trawy. Owocniki wytwarza od maja do października. Jak wiele innych gatunków grzybów masowo pojawia się po dłuższych opadach deszczu.

## Gatunki podobne
Gatunki polówek są trudne do odróżnienia. Polówka półkulista wykazuje zmienność w zakresie ubarwienia i morfologii zarodników. Charakteryzuje się występowaniem osłony częściowej, ale jest ona tak nietrwała, że dostrzec ją można tylko u owocników bardzo młodych, o wielkości gumki na ołówku i cecha ta utrzymuje się zaledwie przez kilka godzin, potem osłona znika bez śladu. Pod wpływem KOH jej kapelusz zmienia barwę na czerwoną lub różową co nie występuje u innych gatunków polówek.